# Sclerophrys kerinyagae
Sclerophrys kerinyagae – gatunek płaza bezogonowego z rodziny ropuchowatych (Bufonidae). Występuje w górach na wschodzie Afryki.

## Taksonomia
Gatunek ten opisała w 1968 roku Ronalda Keith, nadając mu nazwę Bufo kerinyagae. W 2006 roku Frost i inni przenieśli go do rodzaju Amietophrynus. Ohler i Dubois w 2016 roku wykazali, że nazwa Amietophrynus jest młodszym synonimem nazwy Sclerophrys.

## Występowanie
Zasięg występowania tego stworzenia składa się z kilku mniejszych, nie łączących się ze sobą obszarów. Największe z nich leżą w etiopskich górach po obu stronach Wielkiego Rowu oraz na terenach od środkowej Kenii do wschodniej Ugandy. Mniejsze stanowiska znajdują się w północnej Kenii (Park Narodowy Marsabit) i północnej Tanzanii (Ngorongoro).
Zwierzę to spotyka się na dużych wysokościach, nawet do 3300 m n.p.m. Nie ma w zwyczaju przebywać poniżej 1280 m. Bytuje w wysokogórskich terenach trawiastych i na granicy lasu.

## Rozmnażanie
Zachodzi z udziałem środowiska wodnego. Kijanki rozwijają się zarówno w zbiornikach stałych, jak i istniejących tylko czasowo (po deszczach).

## Status
Gatunek obecnie jest pospolity, aczkolwiek nadmierny wypas, osadnictwo i degradacja jego habitatu mogą spowodować niekorzystną zmianę tego stanu. Trend liczebności populacji nie jest znany.